# Federazione pallavolistica del Tagikistan
La Federazione tagika di pallavolo (eng. Volleyball Federation of Tajikistan, VFT) è un'organizzazione fondata per governare la pratica della pallavolo in Tagikistan.
Organizza il campionato maschile e femminile, e pone sotto la propria egida la nazionale maschile e femminile.
Ha aderito alla FIVB nel 1992.